# Alice do Reino Unido
Alice Mafalda Maria (Londres, 25 de abril de 1843 – Darmstadt, 14 de dezembro de 1878) foi a esposa do grão-duque Luís IV e grã-duquesa consorte de Hesse e Reno de 1877 até sua morte. Nascida uma princesa britânica, era a terceira criança, a segunda do sexo feminino, da rainha Vitória do Reino Unido e seu marido o príncipe Alberto de Saxe-Coburgo-Gota. O príncipe Filipe da Grécia e Dinamarca, marido da rainha Isabel II do Reino Unido era seu bisneto por via materna.
A educação de Alice foi supervisionada pelo barão Christian Friedrich von Stockmar, amigo próximo do príncipe Alberto. Tal como os seus irmãos, Alice passou os seus anos de infância com a família a viajar entre as várias residências reais britânicas. Em 1861, quando o príncipe Alberto adoeceu de febre tifoide, foi Alice quem cuidou dele ao longo de toda a doença até à sua morte no dia 14 de dezembro do mesmo ano. Após a morte do marido, a rainha Vitória entrou num período de luto intenso e Alice passou a ser a secretária não-oficial da mãe nos seis meses que se seguiram. Quando a corte ainda se encontrava na época mais intensa de luto, Alice casou-se, no dia 1 de julho de 1862, com Luís de Hesse e Reno, um príncipe alemão menor, herdeiro do Grão-Ducado de Hesse e do Reno. A rainha disse que a cerimónia, celebrada de forma privada e sem grandes luxos em Osborne House, se tinha assemelhado mais a um funeral do que um casamento. Com as dificuldades económicas, as frequentes tragédias familiares e a relação conturbada entre o marido e a mãe, a vida da princesa em Darmstadt tornou-se infeliz.
Alice era uma mecenas prolífica das causas das mulheres, principalmente no que dizia respeito às enfermeiras, e era uma admiradora de Florence Nightingale. Quando Hesse se envolveu na Guerra Austro-Prussiana e Darmstadt se encheu de feridos, Alice, grávida da sua filha Irene, dedicou grande parte do tempo a organizar hospitais de campo. Uma das suas organizações, a Corporação de Mulheres da Princesa Alice, expandiu-se a nível nacional e passou a cuidar de quase todos os hospitais militares de Darmstatd. Também se tornou uma grande amiga de Friedrich Strauss, um teólogo que lhe ofereceu uma base intelectual para a sua fé em vez do tradicional sentimentalismo da religião vitoriana. Em 1877, Alice tornou-se Grã-duquesa de Hesse e do Reno após a ascensão do seu marido ao trono, e os seus deveres começaram a afectar cada vez mais a sua saúde. No ano seguinte fez a sua última viagem a Inglaterra, passando umas férias pagas pela rainha em Eastbourne. Nos últimos meses de 1878, a corte de Hesse foi atingida por um surto de difteria e Alice cuidou de toda a sua família durante mais de um mês antes de adoecer. Morreu em 14 de dezembro de 1878 no Novo Palácio de Darmstadt.

## Biografia

### Primeiros Anos
Alice Mafalda Maria nasceu a 25 de abril de 1843 no Palácio de Buckingham em Londres. Foi a terceira filha e segunda mulher a nascer da união entre a rainha Vitória e do seu marido, o príncipe Alberto de Saxe-Coburgo-Gota. O nome Alice foi dado em honra do primeiro Primeiro-Ministro da rainha, lorde Melbourne, que era um grande admirador da soberana e, numa ocasião, comentou que Alice era o seu nome feminino preferido. Mafalda (em inglês, Maud, uma variante de Matilde), foi escolhido em honra de uma das madrinhas de Alice, a princesa Sofia Matilde de Gloucester, uma sobrinha do rei Jorge III. Maria foi escolhido por Alice ter nascido no mesmo dia da sua tia-avó, a princesa Maria do Reino Unido. Alice foi baptizada na capela do Palácio de Buckingham pelo arcebispo da Cantuária William Howel, a 3 de junho de 1843. A notícia de que era uma menina foi recebida com uma mistura de sentimentos do público e até o Conselho Privado enviou uma mensagem a Alberto a expressar os seus parabéns e as suas congratulações pelo nascimento de uma segunda filha. Os padrinhos escolhidos pela rainha Vitória foram o rei Ernesto Augusto I de Hanôver, Teodora de Leiningen, Ernesto, então príncipe herdeiro de Saxe-Coburgo-Gota, e a princesa Sofia Matilde de Gloucester.

### Infância

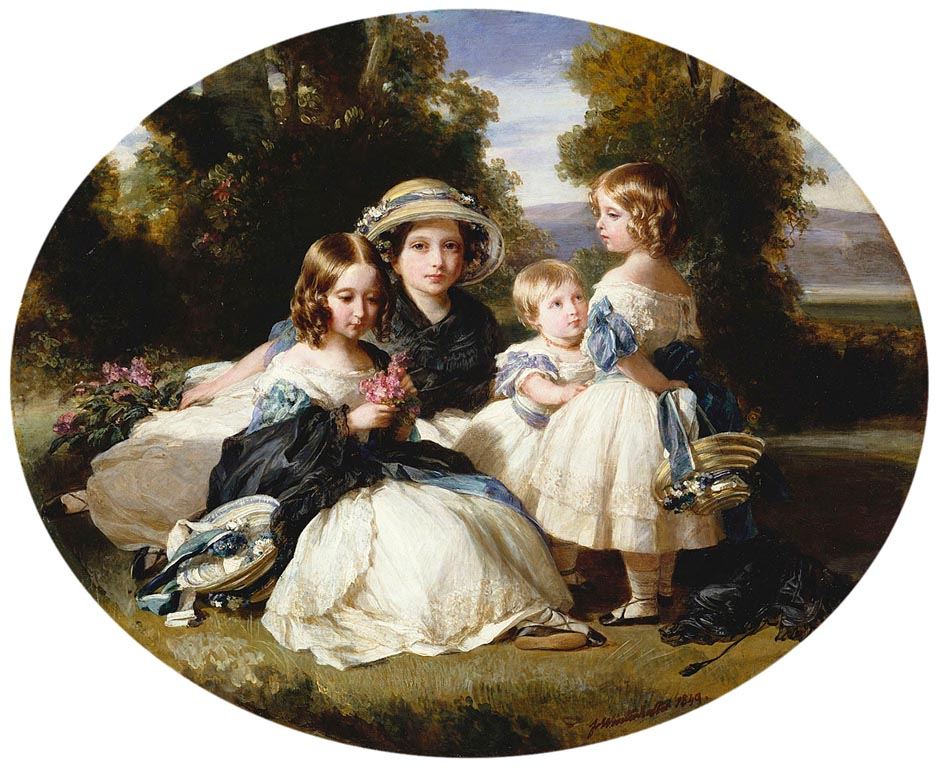
Alice (1.ª esq.) com as irmãs Vitória, Luísa e Helena.

O nascimento de Alice levou os seus pais a encontrar uma casa maior para a família. O Palácio de Buckingham não estava preparado, uma vez que não tinha os aposentos privados que a família necessitava, incluindo quartos de crianças com as condições necessárias. Por isso, em 1844, Vitória e Alberto compraram Osborne House na Ilha de Wright para as férias da família. Alice recebeu a sua educação do pai e do barão Stockmar. Em Osbourne, Alice e os seus irmãos aprenderam a fazer tarefas práticas como trabalho doméstico, culinária, jardinagem e carpintaria. Vitória e Alberto promoveram uma monarquia que tinha por base valores familiares, e Alice e os seus irmãos, que usavam roupa de classe média todos os dias, dormiam em quartos mobilados modestamente com pouco aquecimento. Alice era fascinada pelo mundo fora da Casa Real e, enquanto estava em Balmoral, onde parecia ser mais feliz, costumava visitar as pessoas que viviam e trabalhavam na propriedade. A certa altura escapou à sua governanta na capela do Castelo de Windsor e sentou-se num banco público, para poder compreender melhor as pessoas que não seguiam o protocolo real. Em 1854, durante a Guerra da Crimeia, Alice, de 11 anos, visitou os hospitais de Londres para ver os soldados feridos com a sua mãe e a irmã mais velha. Era a mais sensível de entre os seus irmãos e sentiu-se solidária com as tristezas das pessoas. Esta característica da sua personalidade competia com uma língua afiada e um temperamento que se alterava facilmente.
Durante a sua infância, Alice, criou uma relação próxima com o seu irmão, Alberto Eduardo, Príncipe de Gales, e a sua irmã a Vitória, Princesa Real. Apesar de ser muito próxima da sua irmã, ficou zangada quando Vitória se casou com Frederico Guilherme, então Príncipe Herdeiro da Prússia, em 1858. A partir de aí passou a ser mais próxima do Príncipe de Gales.

### A carinhosa da família
A compaixão de Alice para com o sofrimento dos outros fez com que se tornasse na figura carinhosa da família em 1861. A sua avó Vitória, Duquesa de Kent, a mãe da rainha Vitória, morreu em Frogmore House a 16 de março de 1861. Alice tinha passado muito do seu tempo ao lado da avó, muitas vezes a tocar piano na sala de visitas de Frogmore e cuidou dela na última fase da sua doença. A rainha ficou desgostosa com a morte da mãe e descarregou muita da sua mágoa em Alice, a quem Alberto pediu para consolar a mãe. Vitória escreveu ao seu tio, o rei Leopoldo da Bélgica que a querida Alice teve muito carinho, afecto e preocupação por mim.
Apenas alguns meses depois, a 14 de dezembro de 1861, Alberto morreu no Castelo de Windsor. Durante os seus últimos dias, Alice manteve-se a seu lado. Alice avisou o Príncipe de Gales do estado de saúde do seu pai por telegrama, sem o conhecimento da rainha, que o acusava de ser o responsável pela morte de Alberto. A rainha ficou devastada com a morte do seu marido, e a corte entrou num período de luto intenso. Alice tornou-se na secretária não oficial da mãe, e por ela passavam os papéis oficiais da rainha antes de chegarem aos Ministros do Governo. Alice foi ajudada nesta tarefa pela sua irmã mais nova, a princesa Luísa. Apesar de a escolha original ter recaído sobre a princesa Helena, a irmã mais velha de Luísa, mas o facto de não conseguir cumprir as suas tarefas sem chorar fez com que fosse afastada.

## Casamento

### Pretendentes

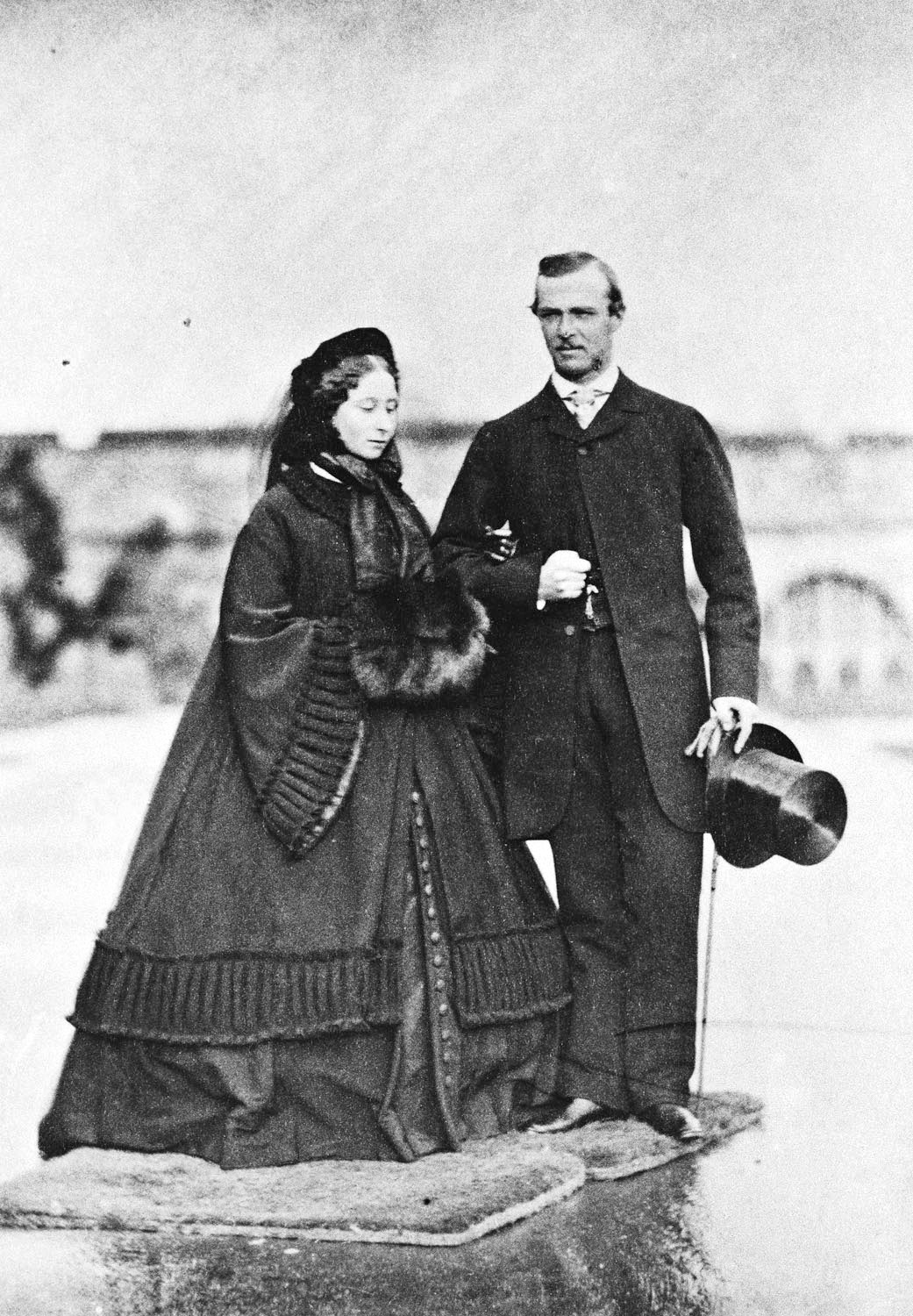
Alice com o seu noivo Luís de Hesse em 1860

Os planos de casamento para Alice foram iniciados pela sua mãe em 1860. A rainha tinha dito que tinha o desejo de ver os seus filhos casar por amor, mas isso não significava que pudessem escolher alguém fora do circulo das casas reais europeias. A questão de elevar um súbdito britânico a membro da realeza, por muito alto que o seu título fosse, trazia problemas políticos e, além disso, faria com que se perdesse uma oportunidade para formar uma aliança política com o estrangeiro. A rainha pediu à sua filha Vitória para escrever uma lista de príncipes disponíveis na Europa. Na sua pesquisa, encontrou apenas dois candidatos: Guilherme, Príncipe de Orange, e o príncipe Alberto da Prússia, primo do marido de Vitória. O Príncipe de Orange foi excluído quase de imediato, uma vez que se descobriu que estava apaixonado por uma arquiduquesa católica, e não demonstrava qualquer interesse por Alice, mesmo sendo pressionado pela sua mãe, a rainha Sofia da Holanda, que era pró-britânica. Mesmo assim, viajou até ao castelo de Windsor para que a rainha Vitória o pudesse ver pessoalmente, mas Alice não gostou dele. O príncipe Alberto também foi rejeitado depois de afirmar que a sua cunhada não era suficientemente boa para alguém que merece o melhor de tudo. A rainha Vitória era fortemente anti-católica e não escolheu o seu primo, o rei Pedro V de Portugal, simplesmente por causa da sua crença religiosa.
Com ambos os candidatos principais fora da corrida, a princesa Vitória virou-se para o príncipe Luís de Hesse e Reno, um membro da realeza menor alemã, sobrinho de Luís III, Grão-Duque de Hesse. Vitória tinha ido até à corte de Hesse para inspeccionar a irmã de Luís, Ana, para a sugerir como possível candidata para um casamento com o seu irmão Alberto Eduardo. Apesar de não ter ficada muito impressionada com ela, ficou com uma boa impressão dos seus irmãos Luís e Henrique. Foram ambos convidados ostensivamente para visitar o Castelo de Windsor em 1860, para que pudessem assistir às corridas de cavalo em Ascot com a família, mas, na verdade, a visita foi uma oportunidade para que a rainha pudesse inspeccionar o seu potencial genro. A rainha gostou de ambos os irmãos, mas reparou como Luís e Alice se tinham dado bem. Quando a família se preparava para ir embora, Luís pediu uma fotografia de Alice e ela deixou claro que se sentia atraída por ele.

### Noivado e casamento

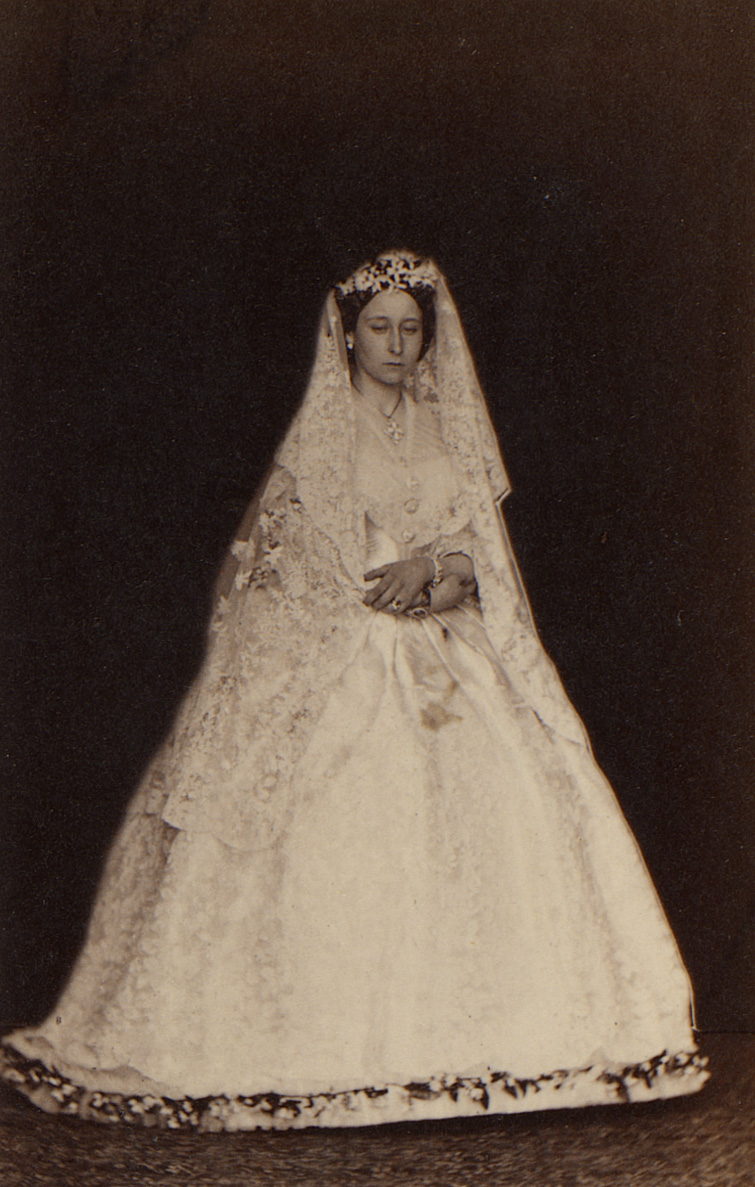
Alice em seu casamento

Alice ficou noiva do príncipe Luís de Hesse no dia 30 de abril de 1861, depois do consentimento da rainha. A rainha conseguiu fazer com que o primeiro-ministro, lorde Palmerston, levasse ao parlamento a proposta de dar um dote de £ 30 000 a Alice. Apesar de a quantia ser bastante generosa para a época, o príncipe Alberto afirmou que ela não vai poder fazer grande coisa com ele no pequeno grão-ducado de Hesse, principalmente quando comparado com as riquezas que a sua irmã Vitória recebeu como futura rainha da Prússia e imperatriz da Alemanha. Além do mais, a futura casa do casal em Darmstadt, o paço grão-ducal, não reunia muitas condições. Apesar de a rainha Vitória esperar que um novo palácio fosse construído, a população de Darmstadt não queria tal despesa, e a controvérsia que a questão causou fez com que se criassem muitos ressentimentos. Isso levou a que Alice se tornasse pouco popular, ainda antes de chegar à sua nova casa.
Entre o noivado e o casamento, o pai de Alice, o príncipe Alberto, morreu, no dia 14 de dezembro de 1861. Apesar do desgosto da rainha, ela ordenou que o casamento deveria prosseguir como estava planeado. No dia 1 de julho de 1862, Alice e Luís casaram-se numa cerimónia privada na sala de jantar de Osborne House, que foi transformada numa capela temporária. A rainha foi levada apressadamente para o local pelos quatro filhos que foram o seu painel animado, tapando-a da vista dos outros convidados até se sentar no seu lugar, um cadeirão perto do altar. Alice foi levada ao altar pelo seu tio, Ernesto II, Duque de Saxe-Coburgo-Gota, e teve quatro damas-de-companhia: as suas três irmãs mais novas e a irmã de Luís, Ana. Na cerimónia usou um vestido branco com um véu de renda Honiton, mas teve de usar roupas negras de luto antes e depois da cerimónia. A rainha, sentada no seu cadeirão, fez os possíveis para esconder as lágrimas e permaneceu escondida da vista pelo príncipe de Gales e pelo príncipe Alfredo, o seu segundo filho, que chorou durante toda a missa. O tempo em Osborne estava sombrio, com ventos a soprar do Canal. A rainha escreveu à sua filha mais velha, Vitória, para lhe dizer que a cerimónia se tinha parecido mais com um funeral do que com um casamento, e disse a Alfred Tennyson, Barão Tennyson que foi o dia mais triste que se conseguia lembrar. A cerimónia, descrita por Gerard Noel como o casamento real mais triste dos tempos modernos - estava já acabada às 4 da tarde e o casal partiu para a sua lua-de-mel em St. Claire in Ryde, uma casa que lhes foi emprestada pela família Vernon Harcourt. A comitiva de Alice era formada por lady Churchill, pelo general Seymour e por herr Westerweller (um cortesão de Hesse).
Alice teve o cuidado de não desagradar à rainha depois do casamento. Quando ela visitou o casal em St. Claire, fez os possíveis para não parecer demasiado feliz. Apesar disso, a plenitude romântica de Alice fazia com que a rainha tivesse ciumes da sua felicidade.

## Princesa Luís de Hesse

### Chegada a Darmstadt

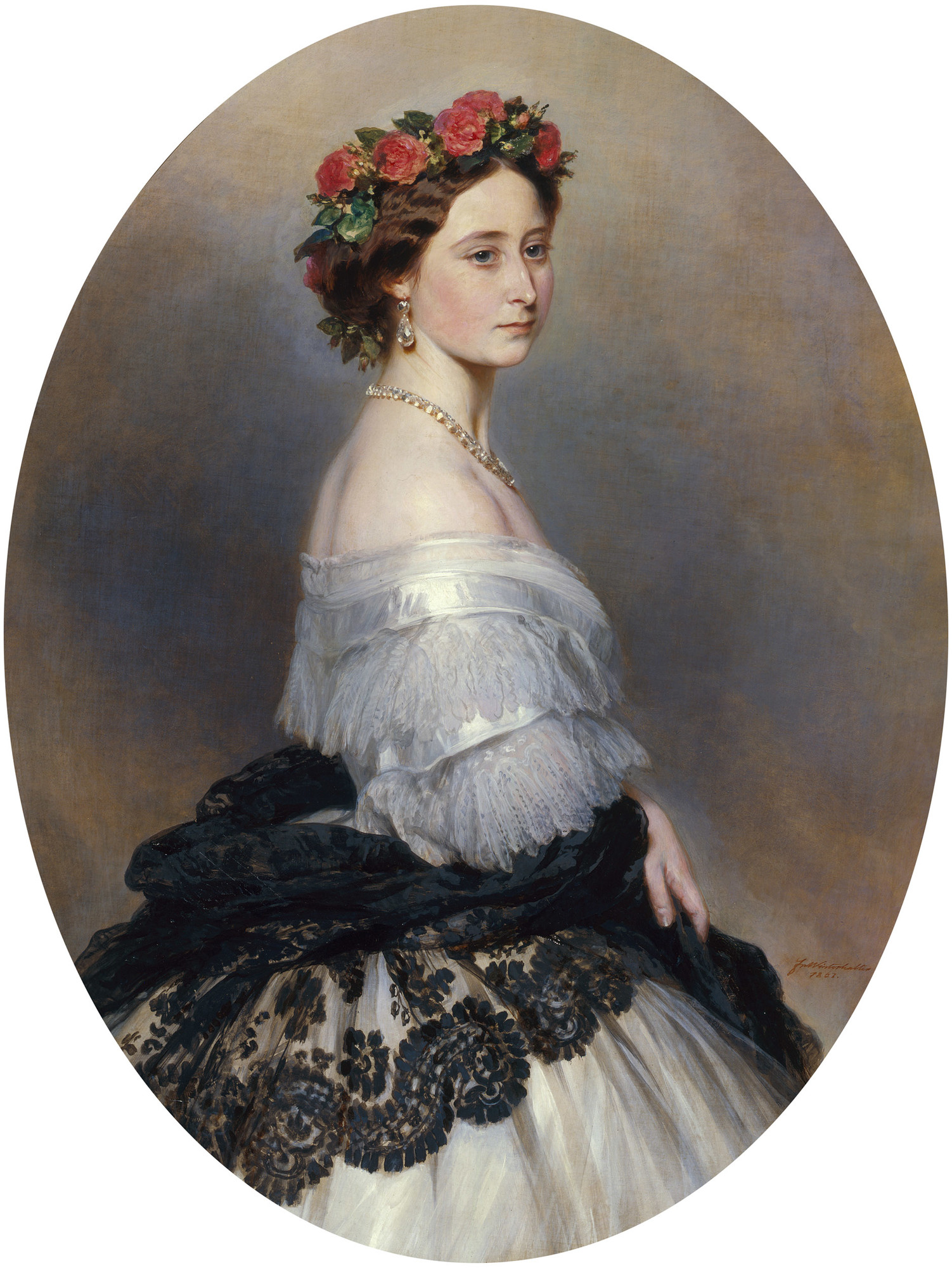
Alice em 1861

Alice e Luís chegaram a Bingen no dia 12 de julho de 1862 e foram recebidos por multidões entusiastas apesar da chuva torrencial que caía. Depois de ser apresentada aos políticos da cidade, o casal apanhou o comboio para Mogúncia, onde tomaram o pequeno-almoço antes de apanhar o navio a vapor que os levou ao longo do rio Reno até Gustavburg. Daí apanharam o comboio para Darmstadt, onde foram recebidos com muito entusiasmo. Alice escreveu à mãe para lhe dizer que acho que nunca houve uma recepção tão sentida, enquanto que a sua irmã Helena escreveu que nada pode ter sido tão entusiasmante como a entrada dela em Darmstadt. Alice não se adaptou imediatamente ao seu novo ambiente. Tinha saudades de casa e ainda não aceitava que, enquanto estava tão longe de Inglaterra, o seu pai já não estava vivo para confortar a mãe. A rainha escreveu no seu diário: Já passaram duas semanas desde que a nossa querida Alice se foi embora e, por mais estranho que possa parecer — por muito que ela tenha feito por mim — e por mais querida e preciosa, por mais reconfortante e encorajadora que ela seja, tenho poucas saudades dela, ou sinto que ela tenha partido — estou tão sozinha — por causa da outra grande perda - aquele único pensamento, que tudo passou por mim sem ter notado!
A questão da residência onde o casal passaria a viver tornou-se um problema depois da sua chegada, uma vez que o grão-duque, tio de Luís, não estava disposto a gastar os poucos fundos de Hesse numa casa que fosse suficientemente boa para acomodar uma filha da rainha Vitória. Assim, o casal recebeu uma casa na zona histórica de Darmstadt que tinha vista para a rua. As suas paredes eram tão finas que se podiam ouvir as carroças a passar na rua. Contudo, Alice parece ter-se adaptado bem, uma vez que passava o maior tempo possível em Hesse para conhecer melhor o novo ambiente. Em 1863, viajou até Inglaterra, para assistir ao casamento do seu irmão, o  Príncipe de Gales, com a princesa Alexandra da Dinamarca e deu à luz sua primeira filha, Vitória Alberta Isabel Matilde Maria, no dia 5 de abril do mesmo ano, na presença da rainha Vitória. O capelão da corte de Darmstadt foi chamado de propósito a Inglaterra para o baptizado.
Depois de regressar a Darmstadt em maio, Alice e Luís receberam uma nova residência, Kranichstein, a noroeste de Darmstadt. Foi aí que Alice deu à luz sua segunda filha, Isabel, que recebeu a alcunha de "Ella", no dia 1 de novembro de 1864. Alice decidiu amamentar a filha, o que enfureceu a rainha Vitória que era contra a amamentação. Além disso, o facto de a rainha ter compreendido que a sua filha tinha encontrado a felicidade plena e que, por isso, iria visitar menos a Inglaterra, começou a relação complicada entre mãe e filha que continuaria até à morte de Alice.

### Guerra austro-prussiana

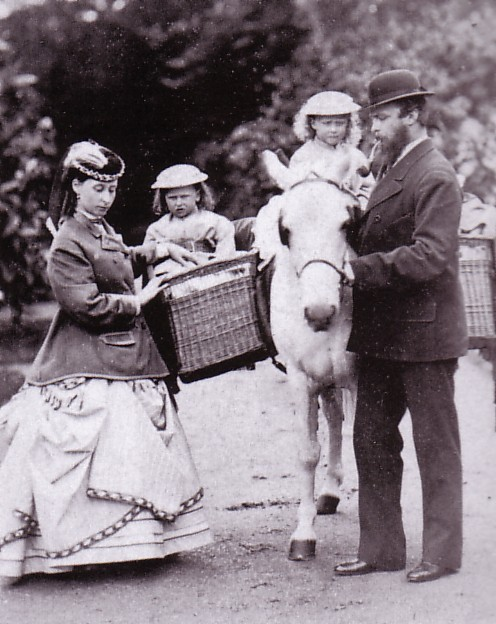
Alice e Luís com as filhas Vitória e Isabel

Em 1866, Viena exigiu que Berlim entregasse os territórios conjuntos dos Habsburgo-Hohenzollern à família Augustenborg. Berlim recusou e Otto von Bismarck enviou tropas para Holstein, controlada pela Áustria. Isto fez com que o Império Austríaco e o Reino da Prússia entrassem em guerra, com Hesse do lado dos austríacos, o que, tecnicamente, tornava Alice e a irmã Vitória inimigas.
Alice estava no final da gestação da sua terceira filha quando viu o seu marido partir para comandar as tropas de Hesse contra os prussianos e enviou as duas filhas para a Inglaterra para ficarem com a rainha Vitória. Apesar da sua gravidez, ela cumpriu os deveres reais que eram esperados de uma mulher na sua posição, fazendo ligaduras para as tropas e preparando hospitais. No dia 11 de julho, deu à luz sua filha Irene e, quando as tropas prussianas estavam prestes a entrar em Darmstadto, implorou ao marido que se rendesse aos prussianos. Isto provocou a fúria do príncipe Alexandre, fortemente antiprussiano, mas Alice apercebeu-se de que os estados alemães conquistados pela Alemanha iriam, muito provavelmente, dar origem a uma união formal que tanto ela como a irmã Vitória apoiavam.
Alice e Luís mantiveram sempre contacto durante a guerra, com Alice a pedir-lhe que não tomasse demasiados riscos e Luís a pedir-lhe que não se preocupasse. O pânico chegou a Darmstadt, levando a que os jovens do exército desertassem os seus postos, deixando apenas os sentinelas do palácio a defender a cidade. O comportamento histérico de um general que entrou de rompante num hospital a gritar os prussianos estão a chegar, cada um por si!, a uma da manhã, enfureceu Alice. Com o tempo, foi estabelecido um tratado de paz entre a Prússia e Hesse e Luís escreveu à esposa, dizendo-lhe que estava "em segurança". Os dois reencontraram-se por acaso na rua e depois foram visitar feridos juntos. Os prussianos invadiram Darmstadt, e Alice dedicou muito do seu tempo a tratar dos doentes e feridos. Era amiga de Florence Nightingale, que conseguiu juntar dinheiro em Inglaterra para lhe enviar e Alice ouviu os seus conselhos sobre a limpeza e ventilação nos hospitais.
Apesar de ter ficado aliviada com o fim da guerra, Alice ficou chocada com o comportamento das tropas prussianas em Hesse. Berlim ocupou as linhas ferroviárias e telégrafos do grão-ducado e pediu 3 milhões de florins de indemnização a Hesse. Alice escreveu à sua mãe que, por sua vez, escreveu a Vitória, que respondeu que não podia fazer nada para aliviar a posição dolorosa e preocupante em que a querida Alice está, uma vez que esta era um dos resultados inevitáveis desta guerra horrível. O imperador russo interveio, pedindo ao rei da Prússia que deixasse o grão-duque ficar com o seu trono. O facto de Alice ser irmã da princesa-herdeira também pode ter influenciado a generosidade prussiana. Contudo, Alice ficou enfurecida quando a princesa Vitória visitou a região conquistada de Homburg, que tinha pertencido a Hesse, pouco depois de se tornar território prussiano.

### David Strauss
Alice ficou amiga do teólogo David Friedrich Strauss, uma figura controversa da época. Em 1835 Strauss tinha publicado a obra A Vida de Jesus onde defendia que a Bíblia não podia ser interpretada literalmente como a palavra de Deus, uma perspectiva que tocava a heresia em círculos ortodoxos. A perspectiva de Alice era semelhante à do teólogo e acreditava que a sociedade vitoriana do seu tempo estava a representar Deus de uma forma que seria irreconhecível para os primeiros cristãos. Strauss também também oferecia a Alice o tipo de companheirismo intelectual que o seu marido não estava preparado para lhe dar e por isso era convidado muitas vezes para ir ao Novo Palácio ler em privado para Alice. A amizade floresceu, Strauss foi apresentado à irmã de Alice, Vitória, e ao seu cunhado Frederico que o convidaram para ir a Berlim. Em 1870, Strauss queria dedicar a sua nova obra "Palestras de Voltaire" a Alice, mas tinha medo de lhe pedir, por isso ela poupou-lhe o trabalho e pediu-lhe para que ele lhe dedicasse o livro. Contudo, a amizade de Alice com Strauss enfureceu a imperatriz Augusta que classificou Alice de "ateísta completa" depois de saber do papel de Strauss.

### 1871: relações políticas e familiares

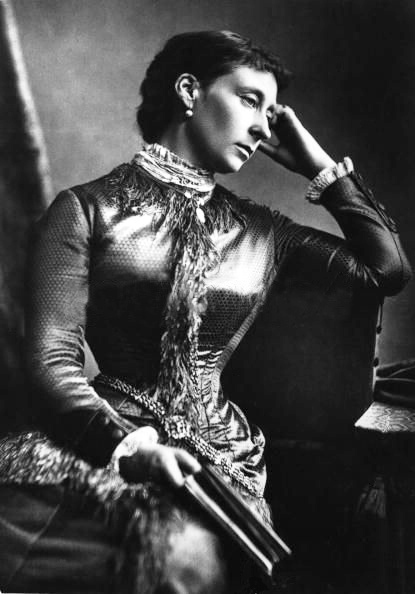
Alice na década de 1870

Em janeiro de 1871 foi criado o Império Alemão, mas a opinião de Alice ficou dividida. Sentia-se orgulhosa por ver a Alemanha unir-se, mas sentia tristeza pelo marido que agora se via obrigado a lutar do lado prussiano. Os dois ficaram separados um do outro quase um ano inteiro, vendo-se apenas em pequenas pausas da guerra e Alice lamentava que o ano passado tenha sido tão infeliz. Em finais de 1871, Alice viajou até Balmoral para visitar a mãe, mas ela estava a recuperar de duas doenças graves e Alice ficou com a sensação de que não era desejada. Assim, Alice e Luís ficaram com o príncipe e a princesa de Gales em Sandringham, onde Luís pode ir à caça. Contudo, pouco antes da data em que o casal tinha previsto ir embora, o Príncipe de Gales ficou seriamente doente de tifoide. A sua condição era crítica, mas após um período conturbado conseguiu recuperar.
Após a recuperação do príncipe, a rainha queria, acima de tudo, que os louros para a sua boa saúde fossem para a princesa de Gales e não para Alice. A rainha ainda se lembrava bem que Alice se tinha oposto à sua escolha de marido para a princesa Helena e a relação entre mãe e filha continuou a azedar até à morte de Alice. A rainha não gostava da ideia de ver Alice amamentar os seus filhos nem do seu interesse por ginecologia e pelo corpo humano. Quando a irmã de Alice, Luísa, se casou no dia 21 de março de 1871, a rainha escreveu a Luísa: Preferia não a ter de encontrar (Alice) tão cedo, pois sei como é a curiosidade dela e, ainda pior, e algo que não gosto de dizer da minha própria filha, sei como é indelicada e grosseira (...) Quando a Lenchen me veio visitar em 1869, e eu lhe contei estas coisas, aquela pobre cristã ficou chocada (...)  A rainha também também se irritava com as cartas de Alice onde ela se queixava da sua pobreza e do hábito que ela tinha de tentar animar a mãe sempre que a visitava. Vitória estava satisfeita com a sua tristeza e não queria ser animada. O facto de Alice não gostar do isolamento funerário da mãe piorou ainda mais a relação.

## Últimos anos
A tragédia atingiu Alice no dia 29 de maio de 1873, quando o seu filho mais querido, Frederico, a quem chamava Frittie, morreu depois de cair de uma janela de seis metros. A criança sofria de Hemofilia e, apesar de ainda ter recuperado a consciência, não foi possível parar a hemorragia interna. Alice nunca conseguiu recuperar deste golpe e escreveu à mãe, dois meses depois: Fico contente por saber que tens uma fotografia colorida do meu querido. Sinto-me mais em baixo e mais triste do nunca e tenho tantas saudades dele, tão continuamente." Contudo, as atenções da rainha estavam viradas para o seu filho, o príncipe Alfredo, que tinha ficado noivo da grã-duquesa Maria Alexandrovna da Rússia. O czar tinha-se recusado a levar a filha até Inglaterra para a inspecção de casamento e, em vez disso, tinha insistido para a rainha se encontrar com a família na Alemanha. Alice apoiou esta sugestão e, no mesmo dia em que tinha escrito à rainha para lhe falar de Frederico, ela respondeu-lhe secamente: Ficaste completamente do lado russo, e acho que tu, minha querida filha, não me devias dizer o que devo fazer.

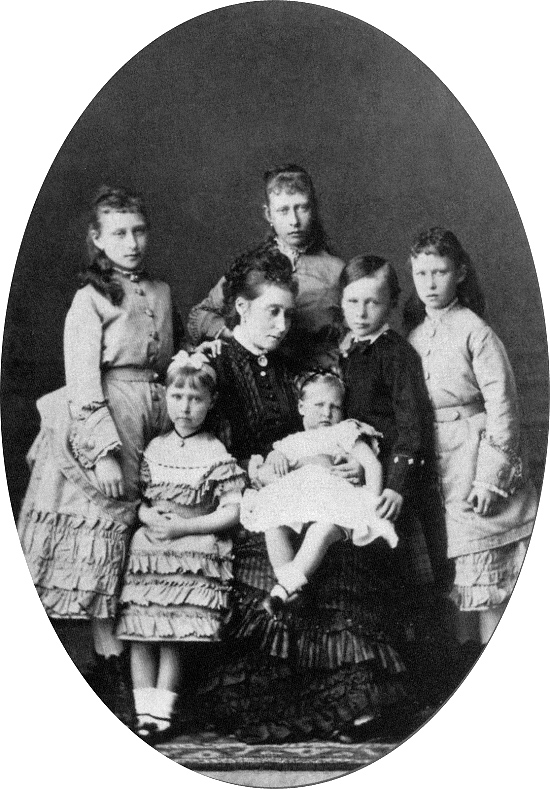
Alice com os seus filhos em 1876

Após a morte de Frederico, Alice ficou muito mais chegada ao seu filho, Ernesto Luis, e à sua filha recém-nascida, Maria. Em 1875, retomou os seus deveres públicos que incluíam juntar fundos monetários e trabalho médico e social, que sempre a tinham interessado muito. Manteve sempre uma correspondência activa com a reformista social Octavia Hill. Contudo, nestes anos, a sua relação com o marido começou a deteriorar-se. Em finais de 1876, foi para Inglaterra para tratar uma curvatura no ventre e ficou em Balmoral enquanto recuperava. De lá escreveu uma carta a criticar a infantilidade das cartas do marido: se os meus filhos me escrevessem cartas tão infantis - nada mais do que pequenos relatórios - do onde e o que comeram, ou onde tinham estado, etc..., sem qualquer opinião, observação, ou comentário, já tinha ficado surpreendida. Imagina como fico quando és tu a escrever assim! No dia 3 de outubro de 1876, escreveu outra carta desesperada a Luís:
Esperava companheirismo verdadeiro, pois, para além disso, a vida em Darmstadt não tinha mais nada para me oferecer (...) Por isso, naturalmente, estou muito desiludida comigo mesma quando olho para trás e vejo que, apesar das grandes ambições, boas intenções e esforço, as minhas esperanças foram completamente desfeitas (...) Dizes, meu querido, que nunca me causarias sofrimento intencionalmente (...) só lamento a falta de qualquer intenção ou desejo - ou sequer interiorização - da tua parte para seres mais para mim, e isto não significa passares o tempo todo comigo, sem teres o desejo de partilhar nada comigo. Mas faço mal em falar destas coisas. As tuas cartas são tão queridas e gentis — mas tão vazias e nuas — que sinto que tenho cada vez menos para te dizer do que a qualquer outra pessoa. Chuva, bom tempo, coisas que aconteceram, é tudo o que tenho para te dizer - é tão distante do meu verdadeiro ser, da minha vida mais profunda, da tua (...) tentei uma e outra vez falar-te de coisas mais sérias, quando sinto necessidade de o fazer, mas nunca nos encontramos, desenvolvemo-nos em separado (...) e é por isso que sinto que o companheirismo verdadeiro nunca vai existir entre nós - porque os nossos pensamentos nunca se vão encontrar (...) também te amo muito, meu querido marido, e é por isso que é tão triste sentir que a nossa vida, apesar disso, continua tão incompleta (...) Mas não te posso culpar por isso - nunca pensei nisso, nunca (...).
No dia seguinte, Alice escreveu uma carta muito mais curta a Luís na qual dizia que estava ansiosa pelo encontro dos dois e esperava que a minha carta não te tenha preocupado — mas é melhor ser honesta com os meus sentimentos.

### Grã-duquesa

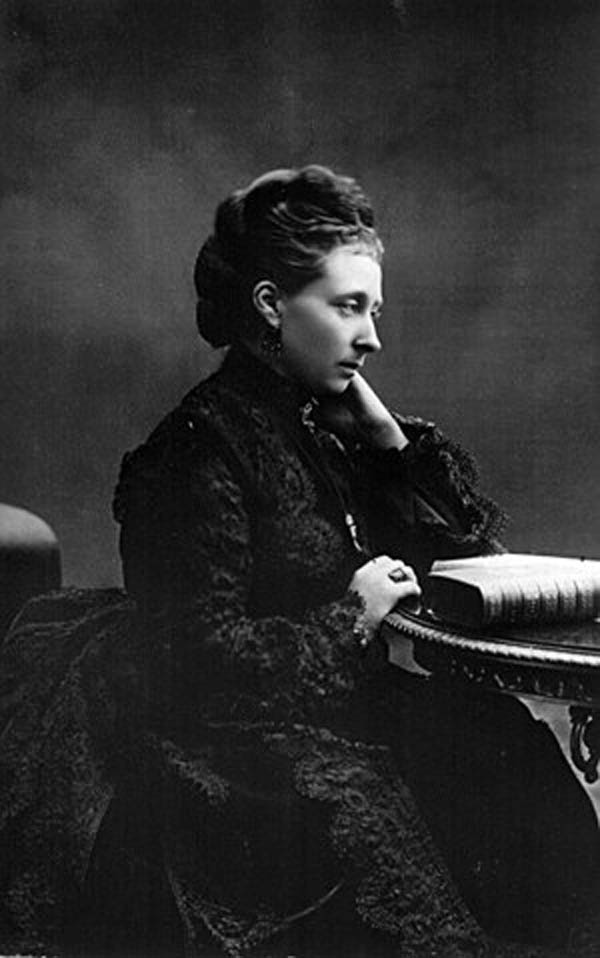
Alice, c.1869

Apesar dos problemas conjugais, Alice permaneceu uma forte apoiante do seu marido, criticando outros fortemente quando os talentos e habilitações dele não eram reconhecidos. No dia 20 de março de 1877, o pai de Luís, Carlos, morreu, fazendo de Luís e Alice herdeiros ao trono. No dia 13 de junho do mesmo ano, o tio de Luís, Luís III, morreu e Luís e Alice tornaram-se grão-duques de Hesse e do Reno. Contudo, a falta de popularidade de Alice em Darmstatd, associada ao facto de a rainha não a querer em Inglaterra, causou conflitos que levaram Alice e os filhos a passar os meses de julho e agosto em Houlgate, na Normandia, onde Luís os visitava frequentemente. A grã-duquesa ficou magoada com a sua reputação em Darmstadt e começou a ficar cada vez mais frustrada em relação ao seu grão-ducado. Em agosto de 1877, Luís escreveu-lhe, expressando a sua esperança de que a amargura da água salgada te faça esquecer da amargura que ainda sentes por Darmstadt. Por favor, minha querida, não fales tão mal do reino quando me juntar a ti — estragaria a felicidade de te ver novamente.
Alice levou as palavras de Luís a peito, respondendo: Podes ter a certeza que não te vou falar sobre Darmstadt quando chegares (...) Não tenho qualquer intenção de dizer qualquer coisa desagradável, muito menos a ti. Tu sacodes tudo que seja desagradável como um poodle sacode a água do pêlo quando sai do mar — personalidades como a tua são muito felizes para elas próprias, mas não foram feitas para ajudar, reconfortar ou aconselhar os outros, nem para partilhar com outros o calor do meio-dia ou o frio da noite, com introspecção, compreensão e simpatia. A carta de resposta de Luís "fez Alice chorar", e, depois do incidente, as cartas de Alice para Luís passaram a ser mais encorajadoras, certificando a capacidade de Luís em tomar decisões sozinho.
O regresso de Alice e Luís a Darmstadt foi muito celebrado, algo que Alice não esperava. Contudo, os deveres mostraram-se demasiado exigentes, levando-a a escrever à mãe que "temo tudo". Alice usou a sua nova posição para reformar as condições sociais em Darmstadt, mas achou que a sua nova responsabilidade de Landesmutter ("mãe do povo") exigia muito esforço. Noutra carta dirigida à sua mãe, escreveu que os seus deveres eram "mais do que posso aguentar por muito tempo." Estava também angustiada com um rumor que dizia que ela tinha sido cruel com a tia de Luís, a grã-duquesa viúva Matilde, e ficou magoada com uma carta pouco simpática da rainha Vitória. Alice queixou-se a Luís que a carta fez-me chorar de raiva (...) quem me dera estar morta e provavelmente não falta muito para dar esse prazer à mamã.  Contudo, não existe registo do que poderá ter causado este acesso de raiva.
O Natal de 1877 ofereceu uma pausa a Alice, uma vez que a família se voltou a reunir e ela adorava a sua filha mais nova, Maria. Estava demasiado cansada para assistir ao casamento da sua sobrinha, a princesa Carlota da Prússia, em Berlim, em Janeiro de 1878. Em vez disso, mergulhou-se no mundo das artes e das ciências e distanciou-se dos protocolos sociais. Contudo, continuou a sentir o peso dos seus deveres. No outono de 1878, a rainha Vitória pagou umas férias à família grão-ducal em Eastbourne. Alice realizou vários deveres reais nesta viagem e visitou a mãe em Osborne antes de regressar ao Novo Palácio de Darmstadt perto do fim do ano.

### A doença final
Em novembro de 1878, o palácio foi afectado por uma vaga de difteria. A filha mais velha de Alice, Vitória, foi a primeira a adoecer depois de se queixar de uma dor de garganta na noite de 5 de novembro. Foi-lhe diagnosticada Difteria na manhã seguinte e a doença espalhou-se rapidamente por mais quatro filhos de Alice: Alice, Maria, Irene e Ernesto Luís. O seu marido ficou infectado pouco depois. Isabel foi a única que não ficou doente e foi enviada para o palácio da avó.
Maria ficou gravemente doente no dia 15 de novembro e Alice foi chamada ao seu quarto. Contudo chegou tarde demais; Maria tinha já morrido asfixiada. A grã-duquesa ficou perturbada e escreveu à rainha Vitória que "a dor não tem palavras". Alice escondeu a notícia da morte de Maria dos seus irmãos durante várias semanas, mas acabou por a revelar a Ernesto no inicio de Dezembro. A reacção dele foi ainda pior do que ela esperava e, a principio, ele recusou-se a acreditar. Quando ele se sentou a chorar, Alice quebrou a sua regra sobre contacto pessoal com doentes e deu-lhe um beijo. Contudo, a principio, Alice não ficou doente. Ainda se encontrou com a irmã Vitória quando esta passou por Darmstadta caminho de Inglaterra e escreveu à mãe no mesmo dia, dizendo que sentia um pequeno toque de uma vaga alegria. Contudo, no Sábado dessa semana, dia 14 de dezembro, a data do aniversário da morte do pai, ficou gravemente doente de Difteria que tinha apanhado do filho. As suas últimas palavras foram "querido papa" e ficou inconsciente às 2h30 da manha. Morreu pouco depois das 8h30 da manhã.
Alice foi enterrada no dia 18 de dezembro de 1878 no mausoléu grão-ducal em Rosenhöhe, nos arredores de Darmstadt, com a bandeira do Reino Unido a cobrir-lhe o caixão. Foi erguido um monumento especial sobre a sua sepultura, representando Alice com a filha Maria nos braços, concebido por Joseph Boehm. Foi a primeira filha da rainha Vitória a morrer. A sua mãe viveu por mais vinte anos e ainda viu morrer mais dois filhos – Leopoldo e Alfredo – antes de morrer em 1901.

## Legado

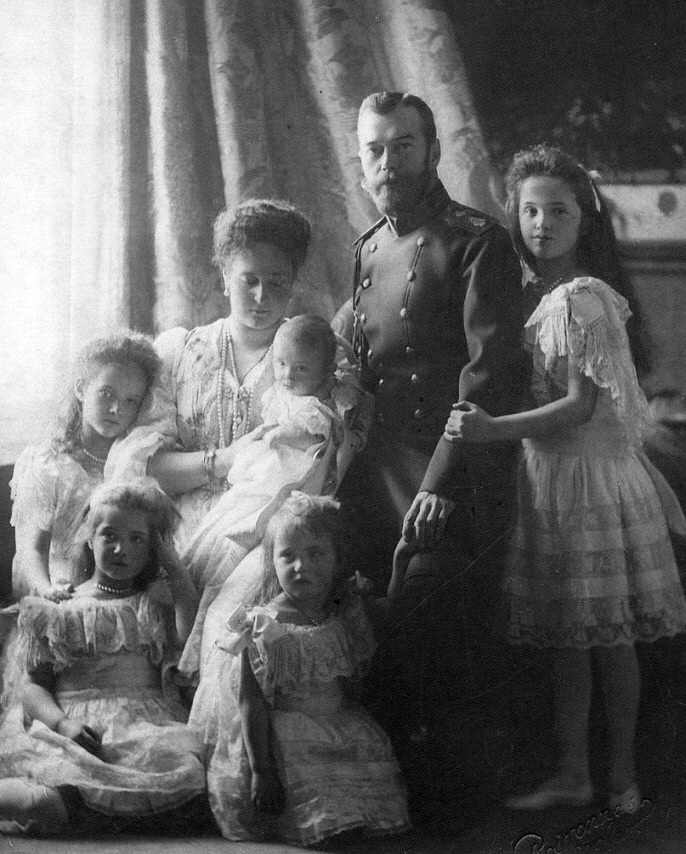
Alexandra Feodorovna, a filha mais conhecida de Alice, com o marido, Nicolau II e os seus cinco filhos Alexei (no colo da mãe), Tatiana, Maria, Anastásia e Olga. Alexandra recebeu o gene da hemofilia da mãe e passou-o ao seu filho, o que afetou a popularidade dos Romanov na Rússia e ajudou ao eclodir da Revolução Russa em 1917.

A morte de Alice teve um impacto emocional tanto na Grã-Bretanha como em Hesse. O The Times escreveu: As pessoas mais humildes sentiam afinidade com uma princesa que era o modelo da virtude familiar como filha, irmã, esposa e mãe (...) A sua compaixão abundante procurou fontes de ajuda para o grande desperdício desconhecido do sofrimento humano. O Illustrated London News escreveu que a lição de vida da falecida princesa é tão nobre como óbvia. O valor moral é muito mais importante do que uma posição alta. A morte foi também profundamente lamentada pela família real, principalmente pelo irmão e cunhada de Alice, o príncipe e a princesa de Gales. Quando a princesa de Gales soube da notícia, exclamou: Quem me dera ter morrido no lugar dela". Entretanto, o príncipe escreveu ao conde de Granville que Alice era a minha irmã preferida. Tão bondosa, tão gentil, tão inteligente! Tínhamos passado por tanta coisa juntos...
A rainha Vitória, chocada pela dor, escreveu à sua filha Vitória: A minha menina adorada, que ficou do meu lado e me encorajou há dezassete anos, levada no mesmo dia, e por uma doença tão horrível e assustadora (...) Ela tinha a personalidade do querido papá, e muito do seu carácter abnegado e destemido e completamente dedicado ao dever! A animosidade que Vitória sentia pela filha deixou de existir. A princesa Vitória exprimiu a sua dor à mãe numa carta de trinta e nove páginas e lamentou profundamente a morte de Alice, que era a sua irmã mais próxima. Contudo, tanto ela como o marido foram impedidos de participar no funeral pelo imperador da Alemanha  que temia a segurança deles.
Os descendentes de Alice tiveram papeis significantes na História mundial. A sua sexta filha, Alice, casou-se com o czar Nicolau II da Rússia com o nome de Alexandra Feodorovna. Alexandra passou o gene da hemofilia, que tinha herdado da mãe, ao seu filho, o czarevich Alexei, o que ajudou em muito o sucesso da Revolução Russa de 1917. Alexandra, o seu marido e cinco filhos foram mortos a tiro pelos bolcheviques no ano seguinte. Semelhantemente, a segunda filha de Alice, Isabel, que se casou com o grão-duque Sérgio Alexandrovich da Rússia, foi assassinada em 1918. O neto de Alice, Louis Mountbatten, foi o último vice-rei da Índia e o seu bisneto, o príncipe Filipe da Grécia e Dinamarca, casou-se com a rainha Isabel II.

## Títulos, estilos, honras e brasões

### Títulos e estilos
- 25 de abril de 1843 – 1 de julho de 1862: Sua Alteza Real, a princesa Alice
- 1 de julho de 1843 – 13 de junho de 1877: Sua Alteza Real, Princesa Luís de Hesse e Reno
- 13 de junho de 1877 – 14 de dezembro de 1878: Sua Alteza Real, a Grã-Duquesa de Hesse e Reno

### Honras
- 1 de janeiro de 1878: Companheira da Ordem da Coroa da Índia[79]

### Brasão
Alice junto com suas irmãs Helena, Luísa e Beatriz receberam em 1858 o direito de uso de um brasão pessoal, que consistia no brasão real de armas do Reino Unido com um escudo interior do brasão da Saxônia, no seu caso diferenciado por um lambel argento de três pés cujo pé central possuía uma rosa goles e os das pontas um erminho.
| Brasão de Alice como princesa do Reino Unido |

## Descendência

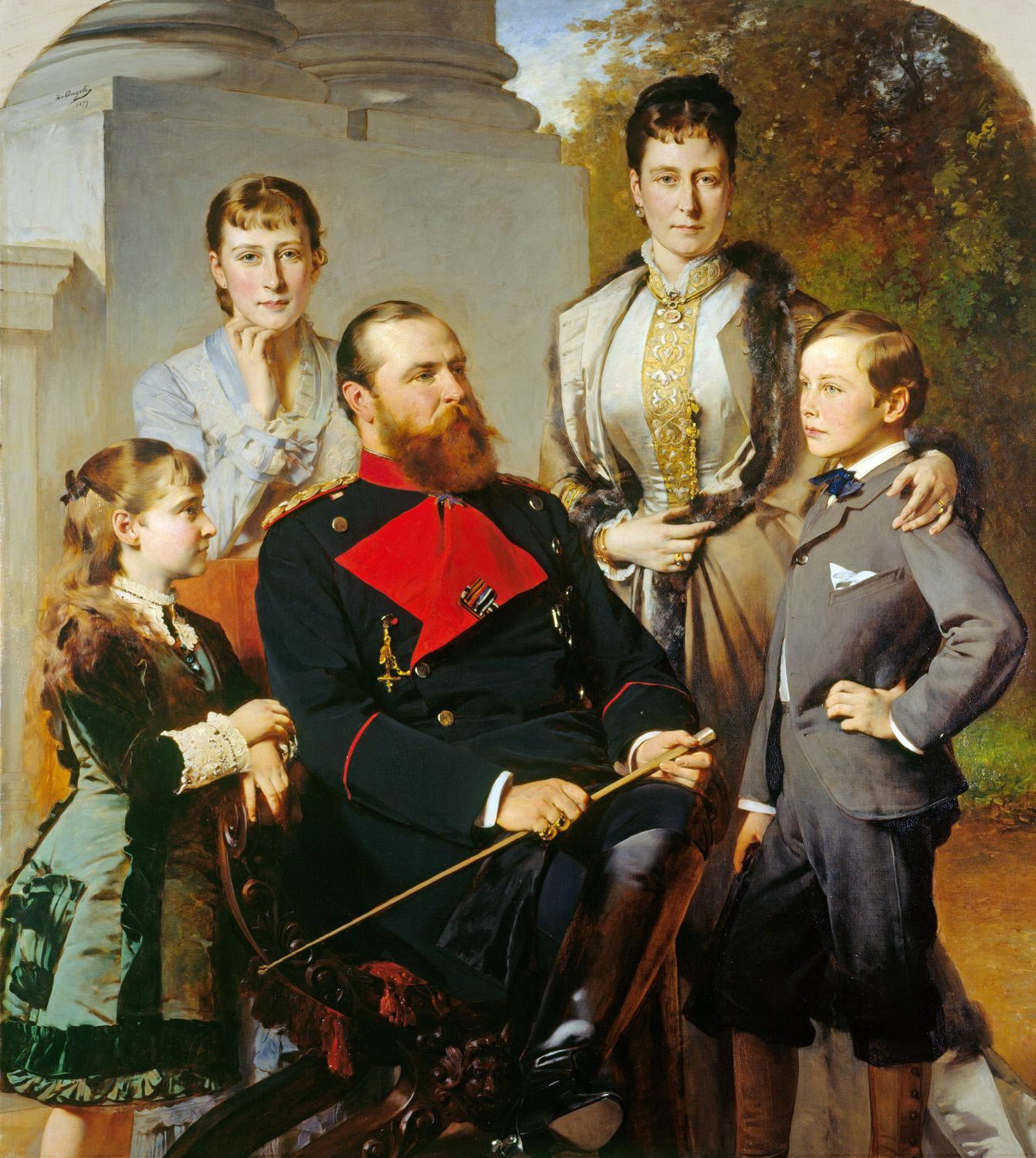
A família do Grão-Duque de Hesse - o grão-duque Luís IV de Hesse, sua esposa Alice do Reino Unido, seu filho Ernesto Luís e suas filhas, princesas Alice e Vitória, por Heinrich von Angeli, 1879. Na Royal Collection.

| Imagem | Nome                                     | Nascimento             | Morte                  | Notas |
| ------ | ---------------------------------------- | ---------------------- | ---------------------- | --- |
|        | Vitória                                  | 5 de abril de 1863     | 24 de setembro de 1950 | Casou-se com Luís de Battenberg, com descendência                                                                                 |
|        | Isabel                                   | 1 de novembro de 1864  | 18 de julho de 1918    | Casou-se com Sérgio Alexandrovich da Rússia, sem descendência.                                                                    |
|        | Irene                                    | 11 de julho de 1866    | 11 de novembro de 1953 | Casou-se com Henrique da Prússia, com descendência.                                                                               |
|        | Ernesto Luís, Grão-Duque de Hesse e Reno | 25 de novembro de 1868 | 9 de outubro de 1937   | Casou-se com Vitória Melita de Saxe-Coburgo-Gota, sem descendência Casou-se com Leonor de Solms-Hohensolms-Lich, com descendência |
|        | Frederico                                | 7 de outubro de 1870   | 29 de maio de 1873     | Sofria de Hemofilia e morreu de uma hemorragia interna após a queda de uma janela aos dois anos e meio                            |
|        | Alice                                    | 6 de junho de 1872     | 17 de julho de 1918    | Casou-se com Nicolau II da Rússia, com descendência                                                                               |
|        | Maria                                    | 24 de maio de 1874     | 16 de novembro de 1878 | Morreu de difteria aos quatro anos                                                                                                |